# Малих Андрій Сергійович
Андрій Сергійович Малих (рос. Андре́й Серге́евич Малы́х, нар. 24 серпня 1988, Кіров, СРСР) — російський футболіст, фланговий захисник клубу «Оренбург». Майстер спорту Росії.

## Ігрова кар'єра
Андрій Малиї є вихованцем кіровського футболу. Починав грати у місцевому «Динамо». У 2010 році приєднався до клубу «Оренбург», з яким пройшов шлях від Другої ліги до Прем'єр-ліги. За свій досвід в команді отримав статус капітана команди.

## Досягнення
Оренбург
- Переможець ФНЛ (2): 2015/16, 2017/18
- Півфіналіст Кубка Росії: 2014/15
- Переможець Кубка ФНЛ: 2015